# آلشونانا
آلشونانا (به مجاری:  Alsónána) یک سکونتگاه مسکونی در مجارستان است که در تولنا واقع شده‌است.

## خصوصیات
آلشونانا ۱۳٫۱۳ کیلومترمربع مساحت و ۷۰۸ نفر جمعیت دارد.